# Tour First
Tour First — офисный небоскрёб в квартале Дефанс (коммуна Курбевуа, департамент О-де-Сен, регион Иль-де-Франс, Франция). Имея высоту 231 метр, занимает 26-ю строчку в списке самых высоких зданий Европы (включая Россию), 8-ю строчку в списке самых высоких зданий ЕС, и является самым высоким зданием (но не сооружением) Франции.

## Описание
К небоскрёбу есть выход со станций метро «Эспланад-де-Ля-Дефанс» и «Ля-Дефанс». Здание при виде сверху имеет форму правильной трёхлучевой звезды, что символизирует Союз страховщиков Парижа. Вечерняя и ночная (с 17:30 до 9:00 следующего дня зимой) подсветка здания сообщает цветом о завтрашней погоде.
Основные характеристики
- Строительство: окончено в 1974 году, капитальная перестройка в 2007—2011 годах
- Высота: 231 м (шпиль), 225 м (по крыше), 203 м (по верхнему этажу); до перестройки, с 1974 по 2011 год — 159 м.
- Этажей: 52 + 3 подземных
- Лифтов: 32 (максимальная скорость 7 м/сек.)[5]
- Площадь помещений: 86 707 м²
- Парковочных мест: 139
- Архитекторы: Kohn Pedersen Fox[англ.], Пьер Дюфо[фр.]
- Главный инженер: Egis[фр.]
- Главный застройщик: Bouygues Bâtiment Île-de-France[фр.]
- Владелец: Beacon Capital Partners[англ.]

## История
Небоскрёб был построен компанией Bouygues в 1974 году, и тогда его высота составляла 159 метров (39 этажей). С марта 2007 по осень 2011 года была произведена капитальная перестройка, в результате которой высота здания стала 231 метр, а этажей стало 52.
Ранее небоскрёб носил имена Tour CB 31 (1974), Tour UAP (1974—1998), Tour AXA (1998—2007) и Tour Assur (2007—2010). С 2010 года имеет нынешнее название — Tour First.
Основные арендаторы: Ernst & Young (по данным ноября 2011 года 3100 сотрудников на 17 этажах занимают площадь 33 500 м²) и Euler Hermes (по данным 2012 года занимают площадь 21 000 м²).